# Zidurile din Bimini

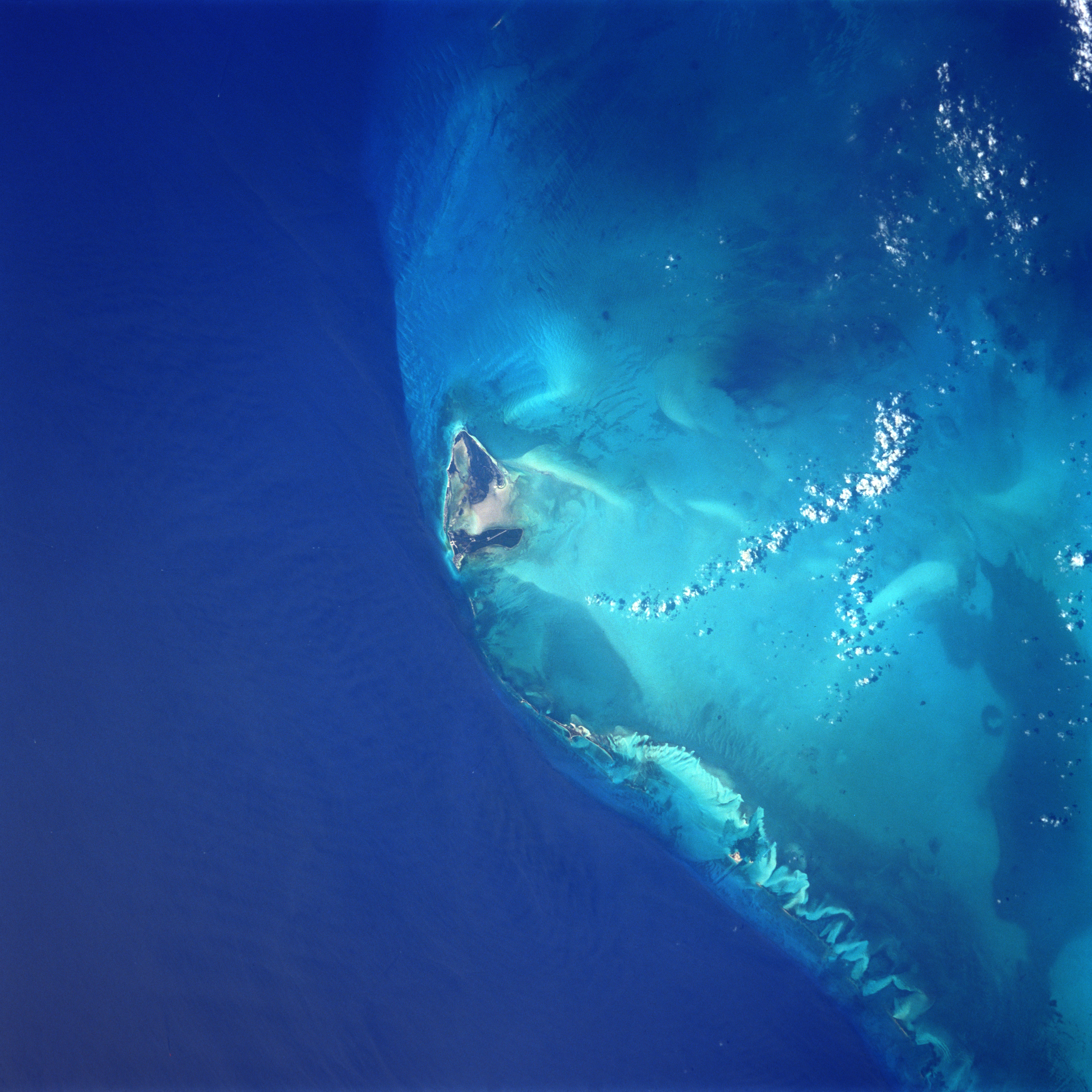
Imagine din satelit a Insulei Bimini

Zidurile din Bimini (sau Zidul din Bimini, Zidul Bimini, Drumurile din Bimini sau Drumul Bimini) (engleză: Bimini Road sau Bimini Wall) sunt o serie de formațiuni subacvatice descoperite în 1968. Ulterior au fost descoperite în zona Bahamas alte zeci de șosele subacvatice (unele paralele sau curbe) din dale dreptunghiulare și coloane din piatră sau uneori din marmură. Explorări aeriene, care au început în 1968, au demonstrat existența a numeroase ansambluri de clădiri, șosele și fortificații scufundate în zona Bahamas (Bahamas Banks, Andros, Bimini, etc.), unele din clădiri fiind piramide, domuri gigantice, porturi sau platforme pe care se aflau cu mii de ani în urmă temple și bastioane. Lângă Bimini s-a găsit în apă un trunchi de piramidă cu dimensiunile bazei mici de 54 X 42 m, jumătatea inferioară fiind îngropată în nisip, în apropiere aflându-se un drum lat de 4 m și câteva coloane răsturnate.

## Ipoteza formațiunilor naturale

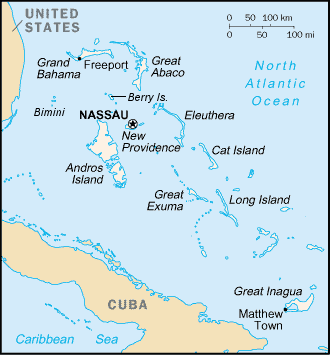
Harta zonei

În general se consideră că acestea sunt formațiuni geologice naturale, apărute ca urmare a unor  neobișnuite depuneri de sedimente și pietre.
Printre geologii și antropologii care au studiat personal zona se numără Eugene Shinn de la U.S. Geological Survey; Marshall McKusick. un profesor asociat de antropologie la Universitatea din Iowa; W. Harrison Asociația Cercetărilor de Mediu, Virginia, Beach Virginia; Mahlon M. Ball și J. A. Gifford de la Rosenstiel School of Marine and Atmospheric Science, Universitatea Miami; și Eric Davaud și A. Strasser de la Departamentul de Geologie și Paleontologie, Universitatea din Geneva, Elveția. După ce au inspectat și studiat Drumul Bimini, toți au ajuns la concluzia că este o formațiune naturală. John A. Gifford, un geolog profesionist, a petrecut un timp semnificativ studiind geologia Insulelor Bimini pentru teza sa de doctorat la Universitatea de la Miami Calvert și alții au identificat mostrele pe care le-au luat din Drumul Bimini ca fiind pietre naturale de plajă. (en:beachrock).

## Ipoteza originii umane

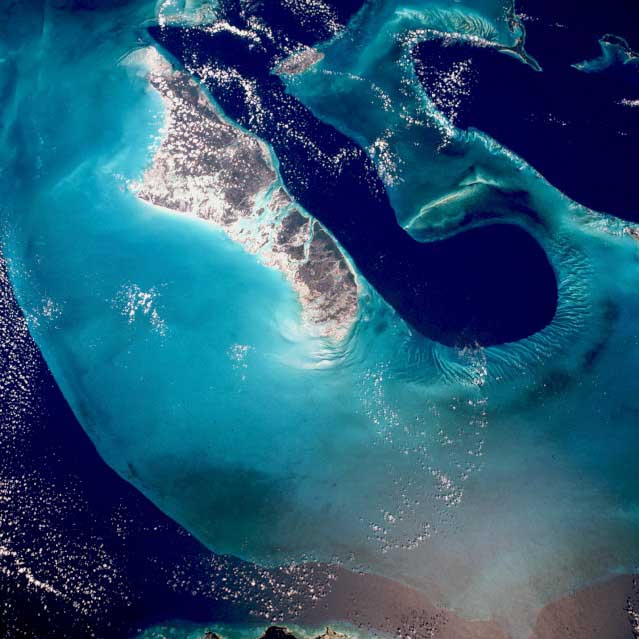
Vedere din satelit

J. Manson Valentine afirmă că aceste structuri gigantice, [...]la fel ca și desenele de la Nazca sau construcțiile de la Glastonbury Circle (30 m circumferința)[...] pot reprezenta un centru de ceremonie sau ceva asemănător și [la fel ca celelalte structuri amintite] [...] nu au niciun punct virtual de referință cu tehnologia noastră modernă, scopurile acestor creații majestuoase fiind absolut de neînțeles pentru noi. Comandantul Jacques-Yves Cousteau a studiat zona și a ajuns la aceleași concluzii trase de Valentine și Rebikoff: nu sunt formațiuni naturale, complexul de la Bahama Banks fiind opera unor populații din America. În niciun caz spaniolii din sec. XVI-XVII deoarece nu există documente scrise și ar fi trebuit să muncească (cu ce scop?) sub apă. Civilizația precolumbiană locală olmecă care a realizat monumente impresionante are un stil diferit de cel al complexului scufundat de la Bahamas care se aseamănă mai mult cu cetățile Greciei miceniene sau a celor preincașe din Peru și Bolivia. Vârsta acestor construcții nu se știe, dar prin datarea cu metoda C14 a rădăcinilor de mangrove (amestec vegetal tropical care crește pe țărmurile marine mlăștinoase) fosilizate printre pietre au rezultat cca. 12000 de ani. Conform geologiei submarine în zona Bahama Banks nivelul apei era cu 6 m mai mic în anii 6000 î.Hr., dar cum piramidele și terasele au minim 12 000 de ani (metoda C14), nivelul mării era cu 14–14 m mai scăzut în anii 12-1000 î.Hr.. topirea ghețarilor din ultima glaciațiune (în anii 25000 î.Hr.) a inundat zone mari din Florida și Bahamas (pământuri unite odinioară în mase continentale conform geologilor). Prin mijlocul insulelor Bahamas există azi un canion foarte adânc numit The Tongue of Ocean (Limba Oceanului), care în timpul realizării construcțiilor, cu mii de ani în urmă, era probabil o strâmtoare sau un golf navigabil.

### Prezentare Sci Fi Channel
Emisiunea canalului Sci Fi Quest for Atlantis: Startling New Secrets a prezentat mai multe locuri diferite în care există posibilitatea să se fi aflat continentul legendar Atlantida, iar unul dintre aceste locuri este drumul Bimini.